# 完全殺手
《完全殺手》（英語：Totally Killer）是一部2023年美國黑色幽默砍杀电影，由南娜琦卡·克汗執導，劇本由大衛·馬塔龍、薩莎·佩爾-瑞佛和珍·D·安傑洛编写，故事由馬塔龍和珀佩爾-瑞佛创作。影片由傑森·布倫的Blumhouse Television厂牌以及亞當·亨德里克斯和格雷格·吉利亞特的Divide/Conquer廠牌製作，琪蘭·席普卡、奧利維亞·霍爾特和朱莉·鲍温主演，講述潔美（席普卡飾）母親的朋友在萬聖節被16歲殺手謀殺後，她穿越时空回到了1987年，与母亲一起阻止年轻的杀手，并回到自己的时间线以免永远困在过去的故事。
《完全殺手》於2023年9月28日在奇幻电影节首映，2023年10月6日在Amazon Prime Video發行。

## 剧情
1987年10月27日、29日和31日，在弗農小镇，三位名叫提芬妮·克拉克、宋瑪麗莎和海瑟·赫南德斯的少女分别被“16歲殺手”杀害，她们在16岁生日的当天晚上分别被刺了16刀。
现在，少女潔美·休斯在万圣节之夜和朋友亞美莉亞一起去听音乐会，而母亲潘美则待在家里。潘美曾与“16歲殺手”的三名受害者是朋友，在分发糖果时被杀手刺死。潔美对潘美的死感到悲痛，帮助亞美莉亞完成了她为学校项目制作的时光机的收尾工作。记者克里斯·杜巴賽吉找到了她，告诉她潘美收到了凶手的一张纸条，她一直保守着这个秘密：“下一次就輪到妳。”
晚上，潔美被凶手追杀，躲进了时光机，时光机启动后将她送回了1987年。她意识到，如果能阻止“16歲殺手”最初的疯狂行径，就能挽救潘美的生命。潔美假扮成一名来自加拿大的交换生，发现潘美和她的朋友都是小镇上人人唾弃的恶霸。潔美说服亞美莉亞的母亲蘿倫和一个名叫道格的少年（现在是她学校的校长）帮助她。潔美虽然成功潜入了提芬妮举办的派对，但仍无法阻止她被谋杀。她利用这次创伤与潘美改善了關係，加入了她们的小圈子，然後想要说服她们离开这里去別處周末，但最终却还是来到了瑪麗莎在原时间线被杀的小木屋。潔美努力保护瑪麗莎，海瑟却被杀害了，改变了时间线。
万圣节之夜，众人再次来到游乐园，蘿倫正在把一个热门景点改造成临时的时间机器，让潔美回到未来。（现在，克里斯帮助亞美莉亞修好了时光机，同时他们意识到时间线正在发生变化。）她们将“16歲殺手”引诱到鬼屋，他袭击了她们，却被卡拉（现在是镇上的警長）用镰刀刺死。原来，道格就是凶手，他要为女友崔西的死向大家复仇。瑪麗莎透露，一天晚上，她、提芬妮和海瑟把崔西灌醉，之后崔西自己开车回家，结果死于车祸；不过潘美当时并不在场。就在潔美纳闷潘美为什么会收到纸条时，又一个杀手出现，割开了瑪麗莎的喉咙。
第二个杀手追赶潔美，途中杀死了克里斯的父亲。两人在新的时光机中打斗，时光机启动后，发现凶手是现在的克里斯。道格是最初的凶手，但克里斯为了给自己的播客制造更多内容，谋杀了潘美，伪造了字条。两人打了起来，潔美一脚把他踢到了旋转机器的墙壁上杀死了他。回到现在，她发现潘美还活着。由于潔美的父母比原来更早地走到了一起，她现在有了一个叫潔美的哥哥，而她现在的名字叫柯麗特。

## 演员
- 琪蘭·席普卡 饰 潔美·休斯
- 奧利維亞·霍爾特（英语：Olivia Holt） 饰 青年的潘美·休斯
  - 朱莉·鲍温 饰 成年的潘美·休斯（原姓米勒）
- 查爾斯·格里斯佩（英语：Charlie Gillespie） 饰 青年的布萊克·休斯
  - 洛奇林·莫羅 饰 成年的布萊克·休斯
- 特洛伊·L·約翰遜 饰 青年的蘿倫·克雷斯頓
  - 金佰利·休伊（英语：Kimberly Huie） 饰 成年的蘿倫·克雷斯頓
- 莉安娜·莉貝雷托（英语：Liana Liberato） 饰 提芬妮·克拉克
- 凱西·馬韋馬 饰 亞美莉亞·克雷斯頓
- 史蒂菲·錢-薩爾沃 饰 宋瑪麗莎
- 安娜·迪亞茲 饰 海瑟·赫南德斯
- 艾拉·蔡 饰 青年的卡拉·林
  - 帕蒂·基姆 饰 成年的卡拉·林
- 杰里米·芒-贾斯纳尔 饰 青年的蘭迪·芬柯
  - 湯姆·尤洛派（英语：Tom Europe） 饰 成年的蘭迪·芬柯
- 納撒尼爾·阿皮亞 饰 青年的道格·桑瑪斯
  - 康瑞德·寇茲（英语：Conrad Coates） 饰 成年的道格·桑瑪斯
- 尼古拉斯·洛依德 饰 青年的克里斯·杜巴賽吉
  - 喬納森·坡茨 饰 成年的克里斯·杜巴賽吉
- 藍道爾·朴 饰 丹尼斯·林警長
- 扎克·吉布森 饰 青年的老蛆
  - 布倫丹·奧布賴恩（英语：Brendan O'Brien (voice actor)） 饰 成年的老蛆